# 누리동
누리동은 세종특별자치시 행정중심복합도시 6-1생활권에 위치한 법정동이다.